# Nohutlu işkembe yahnisi

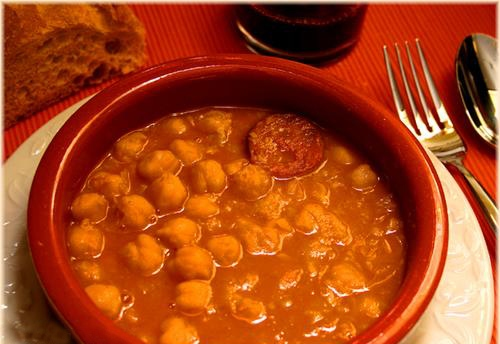
Un plat de callos con garbanzos espanyol.

El Nohutlu işkembe o Nohutlu işkembe yahnisi (turc, en català Tripes amb cigrons i Ragoût de tripes amb cigrons respectivament) és un plat tradicional de la cuina turca fet amb tripa i cigrons com a ingredients principals. El plat és semblant als callos con garbanzos de la cuina espanyola, però en comptes de saïm es fa servir sèu d'oví o bé oli de cuinar o mantega.